# Omega Leonis
Désignations
Omega Leonis (en abrégé ω Leo) est une étoile binaire de la constellation zodiacale du Lion. Elle est visible à l'œil nu avec une magnitude apparente combinée de 5,42. Située à proximité de l'écliptique, elle peut être occultée par la Lune. D'après la mesure de sa parallaxe annuelle par le satellite Hipparcos, le système est distant d'environ ∼ 108 a.l. (∼ 33,1 pc) de la Terre. Il se rapproche du Système solaire à une vitesse radiale de −8 km/s.
Omega Leonis est une étoile binaire spectroscopique avec une longue période orbitale de 116,8 ans et une excentricité de 0,56. En 2010, des observations réalisées par interférométrie des tavelures ont montré qu'il y avait une séparation angulaire de 738 ± 10 mas entre les deux étoiles ainsi qu'un angle de position de 102,7 ± 0,6°. La composante primaire, désignée Omega Leonis A, est une naine jaune de type spectral G1 V qui est environ 35 % plus massive que le Soleil. Elle est six fois plus lumineuse que le Soleil et sa température de surface est de 5 940 K. Le système est âgé d'environ 3,7 milliard d'années et il fait partie de la population du disque mince galactique.